# Murina gracilis
Murina gracilis is een soort vleermuis uit het geslacht Murina die voorkomt op Taiwan.

## Naamgeving
De soortaanduiding "gracilis" is Latijn voor "slank" en verwijst naar de kleine omvang en delicate schedel van de soort.

## Voorkomen
M. gracilis komt voor in Taiwan op hoogtes van meer dan 1.400 meter. De soort lijkt afhankelijk van bos. Het leefgebied overlapt in Jiayì dat van M. recondita. Ook in Hualián leven ze in elkaars nabijheid.

## Kenmerken
M. gracilis is een klein lid van het geslacht Murina. De voorarmlengte bedraagt 28 tot 33 mm. Hij heeft een donkerbruine rug met geelbruine spikkels. Op zijn rug bevinden zich ook enkel glanzende, goudkleurige dekharen. Het haar op de buik is zwart met grijsbruine tot grijswitte punten. De aanhechting van de vleugel bevindt zich aan de eerste klauw van de eerste teen. Het oor is relatief langgerekt. Het membraan tussen de achterpoten is aan de bovenkant matig behaard en heeft een harige franje rond nabij de achterste rand. De buikzijde is vrijwel naakt, op een paar witgrijze haren dicht bij het lijf na.
1. ↑  (en) Murina gracilis op de IUCN Red List of Threatened Species.